# Umm ad-Dawali
Umm ad-Dawali (arab. أم الدوالي) – miejscowość w Syrii, w muhafazie Hims. W 2004 roku liczyła 1558 mieszkańców.